# Tà Lùng
Tà Lùng là một thị trấn biên giới thuộc huyện Quảng Hòa, tỉnh Cao Bằng, Việt Nam.

## Địa lý
Thị trấn Tà Lùng nằm ở phía đông nam huyện Quảng Hòa, cách trung tâm thành phố Cao Bằng 60 km theo Quốc lộ 3, có vị trí địa lý:
- Phía đông giáp Trung Quốc
- Phía tây và phía bắc giáp thị trấn Hòa Thuận
- Phía nam giáp Trung Quốc và xã Mỹ Hưng.

Thị trấn Tà Lùng có diện tích 6,30 km², dân số năm 2019 là 3.665 người, mật độ dân số đạt 581 người/km².
Thị trấn là điểm cuối của quốc lộ 3 và cũng là điểm cuối của sông Bằng Giang trên lãnh thổ Việt Nam. Thị trấn có cặp cửa khẩu Tà Lùng - Thủy Khẩu và là cửa khẩu chính của tỉnh Cao Bằng. Các núi chính tại thị trấn là núi Kỳ Lân và núi Phia Cáy. Trên địa bàn thị trấn có nhà máy đường Phục Hòa.

## Lịch sử
Trước đây, Tà Lùng là một xã thuộc huyện Quảng Hòa, được thành lập vào ngày 10 tháng 6 năm 1981 theo Quyết định 245-CP trên cơ sở đổi tên từ xã Quy Thuận sau khi điều chỉnh địa giới hành chính với xã Mỹ Hưng.
Ngày 11 tháng 8 năm 1999, Chính phủ ban hành Nghị định 69/1999/NĐ-CP. Theo đó, thành lập thị trấn Tà Lùng trên cơ sở 636,2 ha diện tích tự nhiên và 2.249 người của xã Tà Lùng.
Sau khi điều chỉnh địa giới hành chính, xã Tà Lùng còn lại 2.336,8 ha diện tích tự nhiên, 3.590 người và được đổi tên thành xã Hòa Thuận (nay là thị trấn Hòa Thuận).
Ngày 13 tháng 12 năm 2001, thị trấn Tà Lùng thuộc huyện Phục Hòa vừa tái lập từ huyện Quảng Hòa.
Đến năm 2019, thị trấn Tà Lùng được chia thành 7 xóm: Pò Tập, Phia Khoang, Hưng Long, Bó Pu, Pác Phéc, Đoỏng Lèng, Bó Pết.
Ngày 9 tháng 9 năm 2019, Hội đồng Nhân dân tỉnh Cao Bằng ban hành Nghị quyết số 27/NQ-HĐND về việc:
- Chuyển xóm Pò Tập thành tổ dân phố Tân Thịnh
- Chuyển xóm Phia Khoang thành tổ dân phố Phia Khoang
- Chuyển xóm Hưng Long thành tổ dân phố Hưng Long
- Chuyển xóm Bó Pu thành tổ dân phố Bó Pu
- Chuyển xóm Pác Phéc thành tổ dân phố Pác Phéc
- Sáp nhập hai xóm Bó Pết và Đoỏng Lèng thành tổ dân phố Đoàn Kết.

Ngày 1 tháng 3 năm 2020, huyện Phục Hòa giải thể để tái lập huyện Quảng Hòa. Thị trấn Tà Lùng thuộc huyện Quảng Hòa như hiện nay.

## Hành chính
Thị trấn Tà Lùng được chia thành 6 tổ dân phố: Bó Pu, Đoàn Kết, Hưng Long, Phia Khoang, Pác Phéc, Tân Thịnh.

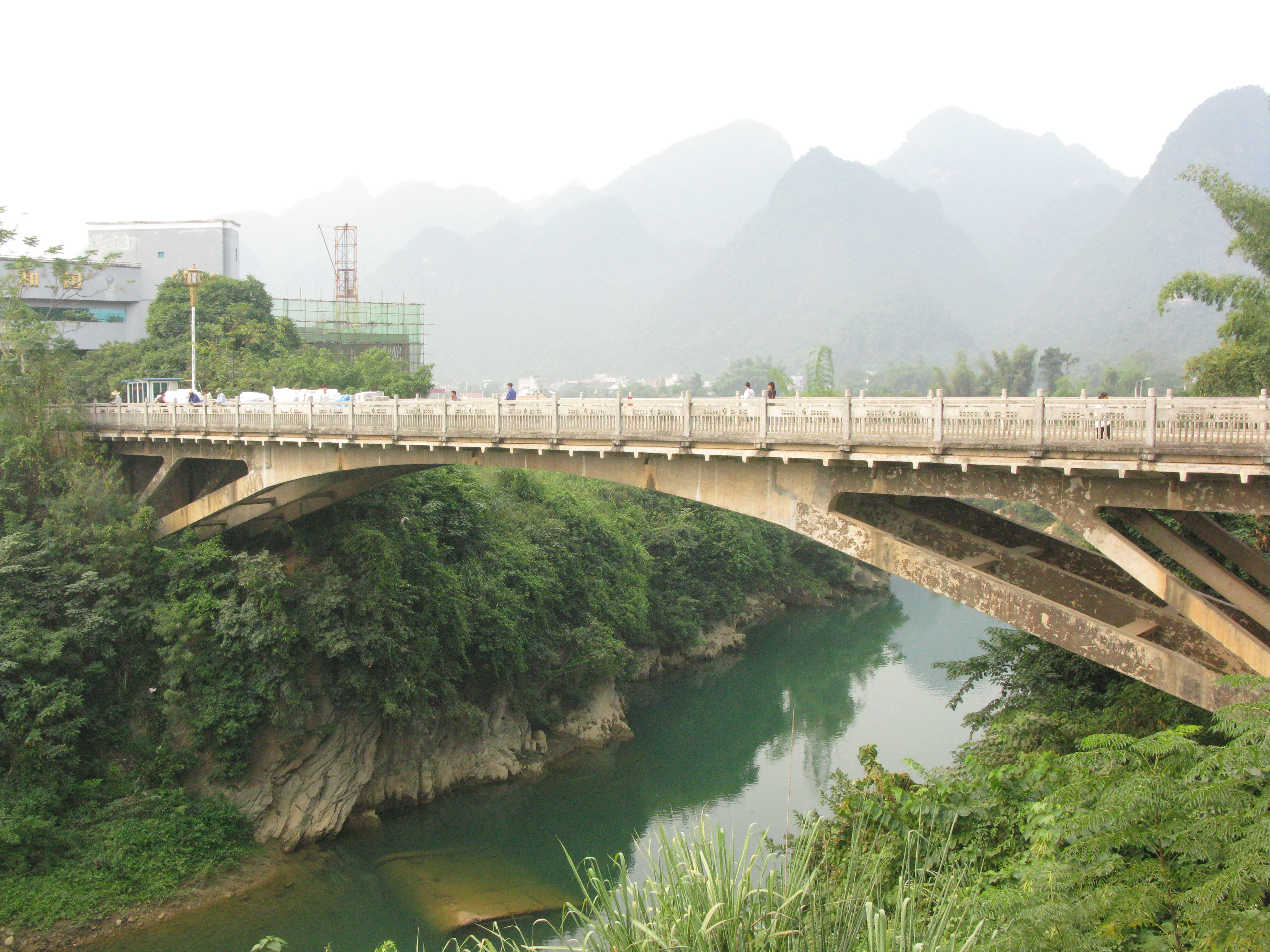
Cầu Thủy Khẩu trên sông Bắc Vọng, nối Cửa khẩu Tà Lùng với cửa khẩu Thủy Khẩu bên Trung Quốc.

## Kinh tế

### Cửa khẩu Tà Lùng
Cửa khẩu Tà Lùng là cửa khẩu quốc tế tại vùng đất tổ dân phố Tân Thịnh của thị trấn Tà Lùng.
Cửa khẩu Tà Lùng là điểm cuối của Quốc lộ 3, tiếp nối là cầu Thủy Khẩu trên sông Bắc Vọng, thông thương sang cửa khẩu Thủy Khẩu tỉnh Quảng Tây, Trung Quốc.

## Văn hóa
Chùa Trúc Lâm Tà Lùng
Tại bản Phia Khoang dưới chân núi Phia Khoang, cách cửa khẩu Tà Lùng gần 1 km, ngày 01/12/2014 Giáo hội Phật giáo Việt Nam đã khởi công xây dựng "chùa Trúc Lâm Tà Lùng" . Chùa Trúc Lâm Tà Lùng hoàn thành ngày 30/11/2016, cùng với "chùa Phật Tích Trúc Lâm Bản Giốc" đã xây dựng, phụng sự hoạt động tín ngưỡng và củng cố tình đoàn kết giữa các dân tộc anh em trong vùng biên cương đất nước .